# Nazionale maschile di football americano del Guatemala
La nazionale di football americano del Guatemala è la selezione maggiore maschile di football americano  che rappresenta il Guatemala nelle varie competizioni ufficiali o amichevoli riservate a squadre nazionali.

## Risultati
Legenda: Grassetto: Risultato migliore, Corsivo: Mancate partecipazioni

## Dettaglio stagioni

### Amichevoli
| Stagione | Vin | Par | Per | Tot | PF   | PS   | avversaria                       |
| -------- | --- | --- | --- | --- | ---- | ---- | -------------------------------- |
| 2011     | 1+? | 0+? | 0+? | 3   | 10+? | 6+?  | Lobos UCC, Caimanes San Salvador |
| 2013     | 2+? | 0+? | 0+? | 3   | 40+? | 32+? | El Salvador, Gladiatores USAC    |
| 2015     | 0   | 0   | 1   | 1   | ?    | ?    | El Salvador                      |
| 2017     | ?   | ?   | ?   | 1   | ?    | ?    | El Salvador                      |
| 2019     | 1   | 0   | 0   | 1   | 28   | 14   | El Salvador                      |
| Totale   | 4+? | 0+? | 1+? | 9   | 78+? | 52+? |                                  |

### Tornei

#### Central American Bowl
| Stagione | regular season | regular season | regular season | regular season | regular season | regular season | playoff | playoff | playoff | playoff | playoff | playoff      | playoff    |
|          | Vin            | Par            | Per            | Tot            | PF             | PS             | Vin     | Per     | Tot     | PF      | PS      | risultato    | avversaria |
| -------- | -------------- | -------------- | -------------- | -------------- | -------------- | -------------- | ------- | ------- | ------- | ------- | ------- | ------------ | ---------- |
| 2013     | 1              | 0              | 0              | 1              | 27             | 12             | 0       | 2       | 2       | 32      | 60      | Quarto posto | Nicaragua  |
| 2018     | 1              | 0              | 1              | 2              | 9              | 27             | 0       | 1       | 1       | 0       | 6       | Quarto posto | Honduras   |
| Totale   | 2              | 0              | 1              | 3              | 36             | 39             | 0       | 3       | 3       | 32      | 66      |              |            |

#### Four nations/4 Naciones
| Stagione | regular season | regular season | regular season | regular season | regular season | regular season | playoff | playoff | playoff | playoff | playoff | playoff     | playoff     |
|          | Vin            | Par            | Per            | Tot            | PF             | PS             | Vin     | Per     | Tot     | PF      | PS      | risultato   | avversaria  |
| -------- | -------------- | -------------- | -------------- | -------------- | -------------- | -------------- | ------- | ------- | ------- | ------- | ------- | ----------- | ----------- |
| 2009     | -              | -              | -              | -              | -              | -              | 1       | 1       | 2       | 36      | 34      | Terzo posto | El Salvador |
| 2015     | -              | -              | -              | -              | -              | -              | 1       | 1       | 2       | 20      | 14      | Finale      | Honduras    |
| Totale   | -              | -              | -              | -              | -              | -              | 2       | 2       | 4       | 56      | 48      |             |             |

#### Torneo de Clubes
| Stagione | regular season | regular season | regular season | regular season | regular season | regular season | playoff | playoff | playoff | playoff | playoff | playoff   | playoff               |
|          | Vin            | Par            | Per            | Tot            | PF             | PS             | Vin     | Per     | Tot     | PF      | PS      | risultato | avversaria            |
| -------- | -------------- | -------------- | -------------- | -------------- | -------------- | -------------- | ------- | ------- | ------- | ------- | ------- | --------- | --------------------- |
| 2012     | 1              | 0              | 0              | 1              | 24             | 21             | 0       | 1       | 1       | ?       | ?       | Finale    | Caimanes San Salvador |
| Totale   | 1              | 0              | 0              | 1              | 24             | 21             | 0       | 1       | 1       | ?       | ?       |           |                       |

### Riepilogo partite disputate
| Anno                | Luogo                  | Evento                    | Fase del torneo      | Incontro                          | Risultato  |
| 2007                | Guatemala              | Amichevole                |                      | Guatemala - Honduras              | 24 - 22    |
| 12 settembre 2009   | Managua                | Four nations              | Semifinale           | Guatemala - Honduras              | 14 - 20    |
| 13 settembre 2009   | Managua                | Four nations              | Finale 3º - 4º posto | Guatemala - El Salvador           | 22 - 14    |
| 20 marzo 2010       | Santa Tecla            | Torneo 4 Naciones         | Semifinale           | Guatemala - Nicaragua             |            |
| 21 marzo 2010       | Santa Tecla            | Torneo 4 Naciones         | ?                    | Segnaposto - Guatemala            |            |
| 20 agosto 2011      | Città del Guatemala    | Amichevole                |                      | Guatemala - Lobos UCC             | ? - ?      |
| 2011                |                        | Amichevole                |                      | Guatemala - Caimanes San Salvador | 10 - 6     |
| 29 ottobre 2011     | Guatemala              | Amichevole                |                      | Guatemala - Caimanes San Salvador | ? - ?      |
| 27 ottobre 2012     | El Salvador            | Torneo de Clubes          | Semifinale           | Guatemala - Raptors Tegucigalpa   | 24 - 21    |
| 28 ottobre 2012     | El Salvador            | Torneo de Clubes          | Finale               | Guatemala - Caimanes San Salvador | p - v      |
| 22 giugno 2013      | Città del Guatemala    | Amichevole                |                      | Guatemala - El Salvador           | 28 - 22    |
| 13 luglio 2013      | San Salvador           | Amichevole                |                      | El Salvador - Guatemala           | 10 - 12    |
| 24 agosto 2013      | ? (Estadio Revolucion) | Amichevole                |                      | Guatemala - Gladiatores USAC      | ? - ?      |
| 10 settembre 2013   | San Salvador           | Central American Bowl     | Primo turno          | El Salvador - Guatemala           | 12 - 27    |
| 12 settembre 2013   | San Salvador           | Central American Bowl     | Semifinale           | Guatemala - Costa Rica            | 6 - 25     |
| 14 settembre 2013   | San Salvador           | Central American Bowl     | Finale 3º - 4º posto | Guatemala - Nicaragua             | 26 - 35    |
| 21-22 novembre 2015 |                        | Amichevole                |                      | Guatemala - El Salvador           | p - v      |
| 5 dicembre 2015     | Tegucigalpa            | IFAF 4 Nations Tournament | Semifinale           | Guatemala - El Salvador           | 14 - 2     |
| 6 dicembre 2015     | Tegucigalpa            | IFAF 4 Nations Tournament | Finale               | Honduras - Guatemala              | 12 - 6     |
| 4 febbraio 2017     | San José Pinula        | Amichevole                |                      | Guatemala - El Salvador           | ? - ?      |
| 4 febbraio 2018     | San José Pinula        | Central American Bowl     | Girone               | Costa Rica - Guatemala            | 21 - 0     |
| 6 febbraio 2018     | San José Pinula        | Central American Bowl     | Girone               | Guatemala - Nicaragua             | 9 - 6 o.t. |
| 10 febbraio 2018    | San José Pinula        | Central American Bowl     | Finale 3º - 4º posto | Honduras - Guatemala              | 6 - 0      |
| 16 febbraio 2019    | Città del Guatemala    | Amichevole                |                      | Guatemala - El Salvador           | 28 - 14    |

## Confronti con le altre Nazionali
Questi sono i saldi del Guatemala nei confronti delle Nazionali incontrate.

### Saldo positivo
| Nazionale   | Giocate | Vinte | Pareggiate | Perse | PF    | PS   | Ultima vittoria | Ultimo pari | Ultima sconfitta |
| ----------- | ------- | ----- | ---------- | ----- | ----- | ---- | --------------- | ----------- | ---------------- |
| El Salvador | 8       | 6+?   | 0+?        | 1+?   | 131+? | 74+? | 2019            | -           | 2015?            |

### Saldo in pareggio
| Nazionale | Giocate | Vinte | Pareggiate | Perse | PF | PS | Ultima vittoria | Ultimo pari | Ultima sconfitta |
| --------- | ------- | ----- | ---------- | ----- | -- | -- | --------------- | ----------- | ---------------- |
| Nicaragua | 2       | 1     | 0          | 1     | 35 | 41 | 2018            | -           | 2013             |

### Saldo negativo
| Nazionale  | Giocate | Vinte | Pareggiate | Perse | PF | PS | Ultima vittoria | Ultimo pari | Ultima sconfitta |
| ---------- | ------- | ----- | ---------- | ----- | -- | -- | --------------- | ----------- | ---------------- |
| Honduras   | 4       | 1     | 0          | 3     | 44 | 60 | 2007            | -           | 2018             |
| Costa Rica | 2       | 0     | 0          | 2     | 6  | 46 | -               | -           | 2018             |